# فرودگاه خضدار
فرودگاه خضدار (به انگلیسی: Khuzdar Airport) یک فرودگاه همگانی با کد یاتا KDD است که یک باند فرود آسفالت دارد و طول باند آن ۱۸۲۹ متر است. این فرودگاه در شهر خضدار، پاکستان کشور پاکستان قرار دارد و در ارتفاع ۱۲۲۳ متری از سطح دریا واقع شده است.